# Врата (село)
Врата (болг. Врата) — село в Болгарии. Находится в Пловдивской области. Село расположено в Родопах, входит в общину Асеновград. Население составляет 24 человека.
Неподалёку от села расположена известная скала — Белинташ (или Беланташ) с остатками фракийского святилища.

## Политическая ситуация
Врата подчиняется непосредственно общине и не имеет своего кмета.
Кмет (мэр) общины Асеновград — Христо Грудев Грудев (коалиция партий: Граждане за европейское развитие Болгарии (ГЕРБ), ВМРО — Болгарское национальное движение) по результатам выборов.